# Капка
Капката е много малка частица от течност, която има закръглена, сферична форма.

## Образуване
Най-простият начин за образуване на капка е бавно стичане на течност от долния край на вертикална тръбичка с малък диаметър. Когато висящата капка превиши определен размер, тя се откъсва и пада. Капки могат да се образуват от кондензация на преохладена пара или атомизация на по-голямо количество течност. Тежестта на най-голямата капка която може да виси от края на тръбичка с радиус „a“ е приблизително
mg=2πaλ cos α
където λ е повърхностното напрежение на течността, а α е ъгълът на контакт с тръбичката. Това равенство е основа на практичен метод за измерване на повърхностното напрежение.

## Форма
Естествената сферична форма на капката се наблюдава при безтегловност или при свободно падане във вакуум. Под действието на гравитацията се получава деформация, ако движението на капката е възпрепятствано от твърдо тяло или друга течност с по-голяма плътност. При свободно падане, с увеличаване на скоростта, съпротивлението на въздуха (или на друг флуид) нараства и формата става все по-удължена и заострена в горния край. Такава форма се нарича капковидна, има добри аеродинамични свойства и не позволява образуването на турбуленция. Точната зависимост между скоростта на движение и формата е функция от вискозитета на течността и плътността на флуида в който се движи.

## Оптика
Поради различния коефициент на пречупване на водата и въздуха, пречупването и отразяването на светлината по повърхността на дъждовните капки водят до образуването на дъга.

## Етимология
Думата капка е ономатопея, т.е. е образувана по звукоподражателен път, тъй като когато пада на различни повърхности, се чува звук, подобен на „кап“.

## Други
На капката е наречена улица в квартал „Карпузица“ в София (Карта).